# Wielka Żabia Szpara
Wielka Żabia Szpara (Jaskinia Żabia w Siedmiu Granatach, Żabia) – jaskinia w Dolinie Rybiego Potoku w Tatrach Wysokich. Wejście do niej znajduje się pasie granicznym w grani Siedmiu Granatów na wysokości 1650 metrów n.p.m.. Długość jaskini wynosi 35,8 metra, a jej deniwelacja 26 metrów.

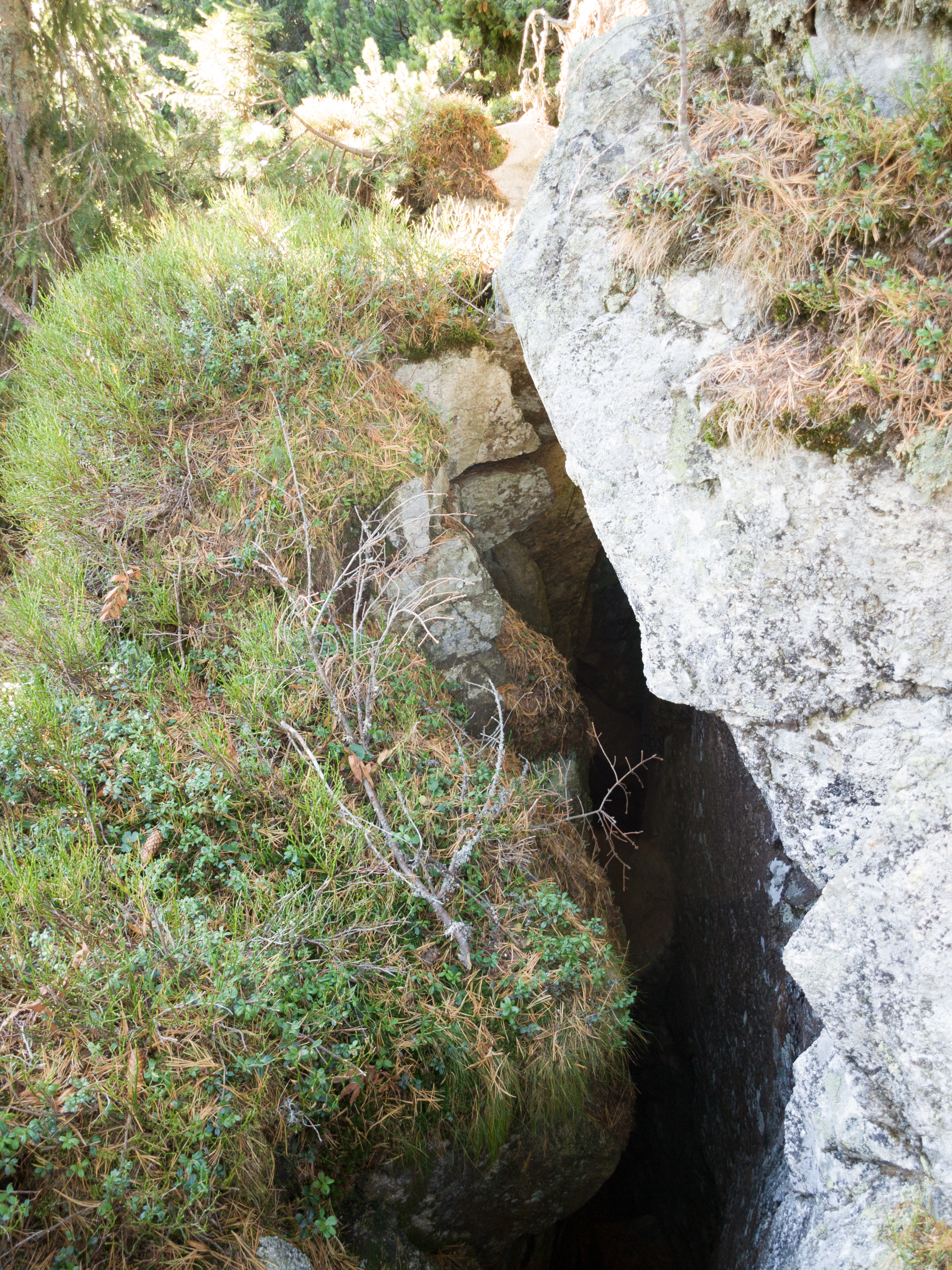
Otwór jaskini

## Opis jaskini
Jaskinią jest prawie pionowa szczelina w grani, której otwór wejściowy ma 8 metrów długości i 0,6 metrów szerokości. 5 metrów w dół od otworu znajduje się dno szczeliny. Przechodzi ono w korytarz doprowadzający do pochylni, która po 6 metrach urywa  się niewielkim progiem. Stąd idzie się szczelinowym korytarzem do następnej pochylni i studzienki kończącej się niedostępną szczeliną.

## Przyroda
W jaskini brak jest nacieków. Rosną w niej porosty i mchy. 

## Historia odkryć
Jaskinię odkrył A. Pawlak na początku lat 70. XX wieku.
We wrześniu 1998 roku zbadał ją A. Lichota. Opis i plan sporządził W. Cywiński w 1999 roku.